# Nils Rydström
Nils Uno Rydström (ur. 15 września 1921 w Sztokholmie, zm. 20 września 2018 tamże) – szwedzki szermierz, dwukrotny medalista mistrzostw świata.
Ukończył Królewską Szwedzką Akademią Marynarki Wojennej (szw. Kungliga Sjökrigsskolan), następnie wstąpił do Svenska marinen. Dosłużył się stopnia komandora porucznika.
Podczas mistrzostw świata w Monte Carlo w 1950 roku Szwedzi w składzie: Ingemar Bondeson, Per Carleson, Sven Fahlman, Carl Forssell, Berndt-Otto Rehbinder i Nils Rydström zdobyli brązowy medal w szpadzie drużynowej. W tej samej konkurencji razem z Carlesonem, Fahlmanem, Forssellem, Rehbinderem i Bengtem Ljungquistem wywalczył srebrny medal na mistrzostwach świata w Luksemburgu w 1954 roku.
Na igrzyskach olimpijskich w Londynie w 1948 roku w zawodach indywidualnych dotarł do w ćwierćfinałów. Na rozgrywanych cztery lata później igrzyskach olimpijskich w Helsinkach indywidualnie odpadł w półfinałach, a drużynowo w ćwierćfinałach. Został także zgłoszony do startu w szpadzie drużynowej na igrzyskach olimpijskich w Rzymie w 1960 roku, jednak ostatecznie nie wystąpił.
Był siostrzeńcem Erika Granfelta, Nilsa Granfelta i Hansa Granfelta.